# Květa Fialová

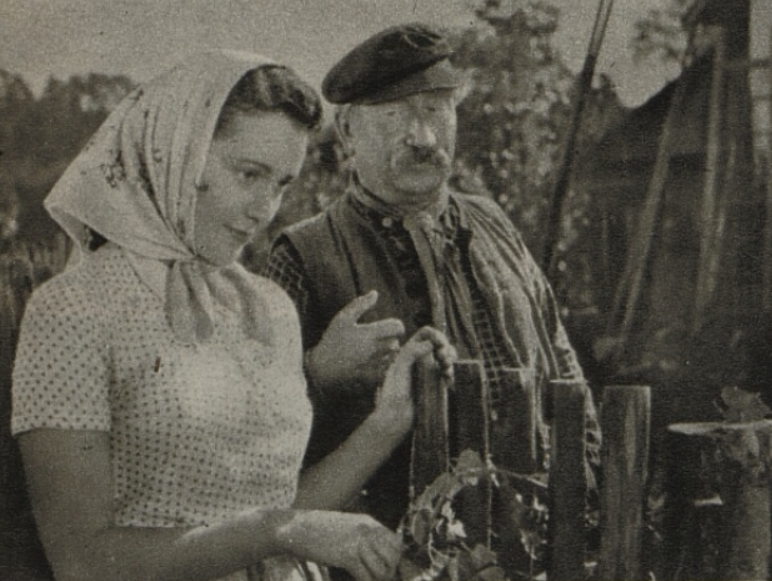
Květa Fialová a Jaroslav Marvan (film Plavecký mariáš, 1952)

Květa Fialová (1. září 1929 Veľké Dravce – 26. září 2017 Praha) byla česká divadelní, filmová a televizní herečka, manželka režiséra Pavla Háši.

## Život
Květa Fialová se narodila roku 1929 ve Veľkých Dravcích na Slovensku. Její matkou byla výtvarnice a sochařka Květoslava Fialová a otcem Vlastimil Fiala pocházející z Opočnice u Poděbrad, vojenský letec a legionář v Rusku. Fialová o rodičích říkala, že „maminka byla buddhistka, tatínek přísný evangelík“. Rodina žila na Slovensku do roku 1938, kdy byla po připojení obce Veľké Dravce k Maďarsku vyhnána. Přestěhovala se do Žďáru u Police nad Metují a později do Borohrádku.
Na konci války, v květnu 1945, ji znásilnili dva vojáci Rudé armády. Sama byla potom svědkem jejich popravy zastřelením před plukem. Ve svých vzpomínkách uvádí, že od té doby si zprotivila sex.
Po skončení války vystudovala v letech 1947–1951 činoherní herectví na Divadelní fakultě Janáčkovy akademie múzických umění v Brně. Působila v několika oblastních divadlech, v Českém Těšíně (bezprostředně po skončení války před nástupem na JAMU), Opavě (1950–1951), Českých Budějovicích (1951–1954), v Kolíně (1954–1956) i v Martině na Slovensku (1956–1957). Od roku 1958 byla v angažmá v pražském Divadle ABC, které v té době řídil Jan Werich. Po sloučení Divadla ABC s Městskými divadly pražskými zde působila od roku 1963 až do roku 1990 a v dalších letech jako stálý host.
Ve filmu se objevila už ve 40. letech a sehrála řadu postav ve více než 120 filmech. Stejně tak později v televizních inscenacích a seriálech, i v dabingu. Zřejmě nejznámější rolí je postava barové zpěvačky Tornado Lou v parodii Limonádový Joe aneb Koňská opera (známou písničku Když v baru houstne dým za ni nazpívala Yvetta Simonová).
Květa Fialová se poprvé krátce provdala v 21 letech za dramaturga Jiřího Joska (v autoritní databázi Národní knihovny je uvedena i varianta jejího jména Květa Josková). Podruhé prožila v manželství půlstoletí, a to s režisérem Pavlem Hášou až do jeho smrti 5. srpna 2009. V prosinci roku 1962 se jim narodila dcera Zuzana, od které měla vnučku Dominiku.
Hlásila se k buddhismu.

## Zdravotní komplikace a úmrtí
V roce 2009 na letní dovolené měla srdeční problémy, a pak ji postihla plicní embolie, kvůli které nemohla ani na pohřeb manžela Pavla Háši. V únoru 2015 prodělala srdeční infarkt. Od dubna roku 2015 žila v Alzheimercentru ve středočeských Průhonicích. V září 2017 byla převezena kvůli zdravotním komplikacím do pražské Thomayerovy nemocnice. Zemřela stejně jako její manžel na Alzheimerovu chorobu, a to 26. září 2017 ráno ve věku 88 let.

## Divadelní role (výběr)
- 1948 W. Shakespeare: Večer tříkrálový nebo Cokoli chcete, Viola (alternace Jarmila Lázničková), Zemské divadlo v Brně, režie Milan Pásek
- 1952 M. Gorkij: Měšťáci, Taťána, Krajské oblastní divadlo České Budějovice, režie Miroslav Macháček
- 1954 A. V. Suchovo-Kobylin: Svatba Krečinského, Lidočka, Krajské oblastní divadlo České Budějovice, režie Karel Hlušička
- 1956 J. Drda: Hrátky s čertem, Teofil, Městské oblastní divadlo Kolín, režie Zdeněk Míka
- 1961 C. Gozzi: Tři pomeranče, Morgana, Divadlo ABC, režie Miroslav Horníček
- 1963 Galina Morozovová: Krásná neznámá, lékařka, Divadlo Komedie, režie Eva Sadková, 33 repríz
- 1964 Félicien Marceau: Vajíčko, Charlotte, Divadlo Komedie, režie Ota Ornest, 185 repríz
- 1964 W. Shakespeare: Benátský kupec, Jessika, Divadlo Komedie, režie Karel Svoboda, 35 repríz
- 1964 J. Brandon–Thomas: Charleyova teta, Amy, Divadlo ABC, režie Ivan Weiss, 248 repríz
- 1965 F. X. Svoboda: Čekanky, Mína, Divadlo ABC, režie Karel Svoboda, 48 repríz
- 1966 Dario Fo: Nepokradeš a když, tak ne málo, Prostitutka, Divadlo ABC, režie Ivan Weiss, 50 repríz
- 1966 Alex Coppel: Hraběte jsem zabil já!, Renée, Divadlo ABC, režie František Miška, 66 repríz
- 1968 David Ellis: Učiň mne vdovou, Vicky, Divadlo Komedie, režie Ladislav Vymětal, 37 repríz
- 1969 George Feydeau: Postarej se o Amálku!, Irena, Divadlo Komedie, režie František Miška, 41 repríz
- 1970 L. N. Tolstoj: Anna Kareninová, Kněžna Tverská, Komorní divadlo, režie Jaromír Pleskot, 45 repríz
- 1970 F. F. Šamberk, H. Šimáčková: Nezapřeš nikdy ženy své, Erna, Divadlo Komedie, režie Karel Svoboda, 55 repríz
- 2010 C. Higgins: Harold a Maude, Maude, Slovácké divadlo Uherské Hradiště, režie Igor Stránský
- 2012 Éric-Emmanuel Schmitt: Oskar a růžová paní, Růžová paní, Slovácké divadlo Uherské Hradiště, režie Zoja Mikotová
- 2013 Bengt Ahlfors: Popel a pálenka, Věra Malmgrenová, Slovácké divadlo Uherské Hradiště, režie Igor Stránský

## Filmografie (výběr)
- 1949 Veliká příležitost
- 1951 Štika v rybníce – role: Lída
- 1952 Plavecký mariáš – role: Božka
- 1955 Strakonický dudák – role: Bělena
- 1956 Zlatý pavouk – role: Irena
- 1958 Tenkrát o Vánocích – vesnická dívka
- 1959 Dařbuján a Pandrhola – Marjánka Klofátová
- 1959 Princezna se zlatou hvězdou – princezna Florindella
- 1961 Florián – Hladká
- 1961 Kolik slov stačí lásce – Marcela
- 1963 Einstein kontra Babinský – Zdenička
- 1964 Limonádový Joe aneb Koňská opera – Tornado Lou
- 1966 Ostře sledované vlaky – hraběnka
- 1966 Vražda po česku – Alice
- 1966 Ženu ani květinou neuhodíš – intelektuálka Dáša
- 1966 Fantom Morrisvillu – Clarence
- 1967 Konec agenta W4C prostřednictvím psa pana Foustky – Alice
- 1968 Jarní vody – Polozovová
- 1968 Objížďka – Anna Floriánová
- 1968 Hříšní lidé města pražského (TV seriál) – Ulrychová (díl Lady McBeth z Vinohrad)
- 1969 Hvězda – Věra
- 1970 Partie krásného dragouna – Dragičová
- 1970 Ďábelské líbánky – redaktorka
- 1971 F. L. Věk (TV seriál)
- 1971 Babička – kněžna Zaháňská)
- 1971 Slaměný klobouk – Anais Beauperthuisová
- 1973 Duhový luk (seriál) – Eva
- 1973 Kronika žhavého léta – Erna
- 1974 Muž z Londýna – Sýkorová
- 1976 Léto s kovbojem – Karásková, Bobova matka
- 1977 Adéla ještě nevečeřela – hraběnka Thunová
- 1979 Smrť šitá na mieru – Blumová
- 1982 S tebou mě baví svět – babička
- 1983 Samorost – Vanýsková
- 1983 Únosy bez výkupného – Dina Dinstová
- 1985 Já nejsem já – návrhářka
- 1986 Můj hříšný muž – Zdeňkova matka
- 1986 Operace mé dcery – Bahenská
- 1987 Sněhová královna
- 1987 Podivná nevěsta
- 1987 Ryba ve čtyřech'
- 1987 Devět kruhů pekla
- 1988 O zrzavé Andule
- 1989 Království stromů
- 1990 Zvonokosy
- 1990 Motýl na anténě
- 1991 Prosím, vaše lordstvo!
- 1991 Něžné hry
- 1992 Ať ten kůň mlčí!
- 1994 Příliš hlučná samota – stará Mančinka
- 1995 Byl jednou jeden polda – stará dáma
- 1996 Jakub a Modřínka
- 1997 Báječná léta pod psa – babička Líba
- 1998 Všichni moji blízcí – stará Silbersteinová
- 2002 Andělská tvář – matka představená
- 2005 Účastníci zájezdu – Šarlota
- 2006 Panic je nanic – Vaškova babička
- 2009 Pamětnice – Viola Vávrová
- 2011 Gorila
- 2012 Vánoční hvězda
- 2012 Definice lásky

## Televize
- 1970 Bližní na tapetě (TV cyklus mikrokomedií Malé justiční omyly) – role: kamarádka matky Chmelařová, kolegyně z práce (9. příběh: Dívčí válka)
- 1973 Sen noci svatojánské (TV adaptace)
- 1974 Bližní na tapetě (TV cyklus mikrokomedií Malé justiční omyly) – role: kamarádka matky Chmelařová, kolegyně z práce (13. příběh: Výlet do neznáma)
- 1974 Vražda v ulici Lourcine (TV adaptace) – role: manželka Micinka
- 1976 Třicet případů majora Zemana – epizoda: Dáma s erbem – role: Anna Horáková (Cathreen von Laubringen)
- 1977 Mamzelle Nitouche (TV adaptace operety)
- 1979 Zákon rovnosti (TV inscenace) – role: Hraběnka Tereza
- 1986 Světlo v tmách (TV komedie) – role: slečna Jarmila Plačková (z cyklu: 3x Eduard Bass
- 1988 Druhý dech (TV seriál)
- 1992 Náhrdelník (TV seriál)
- 1993 Arabela se vrací aneb Rumburak králem Říše pohádek (TV seriál)
- 2007 Četnické humoresky (TV seriál) – 27. díl (Majland) – role: Květa Menšíková (sestra Menšíkové – Jiřiny Bohdalové)
- 2012 Život je ples (TV seriál) – role: Líza Lupačová
- 2012 Gympl s (r)učením omezeným (TV seriál) – role: babi Chmelíková
- 2014 Madame (TV seriál)

## Rozhlasové role
- 1991 – Lenka Procházková: Čtyři ženy Alexandra Makedonského. Osoby: Alexandr Makedonský (Oldřich Vízner), Olympia, jeho matka (Květa Fialová), Aristoteles (Ilja Racek), Kleitos, pobočník Alexandra (Václav Knop), Néfastión, pobočník Alexandra (Ivan Gübel), Parmenión, generál (Antonín Molčík), zpravodaj (Josef Somr), Dareios, velekrál Persie (Vladimír Brabec), babička, jeho matka (Stella Zázvorková), Stateira, jeho žena (Jana Štěpánková), Roxana, jeho dcera (Dana Batulková) ad. Režie: Ivan Chrz
- 1998 Hector Hugh Munro: Povídka Podivné příběhy lorda Clovise, překlad: František Vrba,  dramatizace: Jan Žáček, účinkují: Viktor Preiss, Květa Fialová, Stella Zázvorková,Otakar Brousek starší Petr Nárožný, Jorga Kotrbová, Jiří Štěpnička, Václav Vydra, Stanislav Fišer; režie: Josef Červinka.
- 2006 George Tabori: Matčina Kuráž, Český rozhlas, překlad: Petr Štědroň, hudba: Marko Ivanovič, dramaturgie: Martin Velíšek, režie Aleš Vrzák. Osoby a obsazení: syn (Jiří Ornest), matka (Květa Fialová), Kelemen (Jiří Lábus), Usoplenec (David Novotný), německý důstojník (Jaromír Dulava), 1. policista (Stanislav Zindulka), 2. policista (Antonín Molčík), strýc Julius (Miloš Hlavica), Marta (Růžena Merunková), milenec + hlas (Vojtěch Hájek), milenec + hlas (Michal Zelenka), hlasy (Petra Jungmanová, Zdeněk Hess a Otmar Brancuzský), žena domovníka + hlas (Bohumila Dolejšová) a modlení + zpěv (Michael Dushinsky). Hra byla vybrána do užšího výběru v soutěži Prix Bohemia Radio 2006 v kategorii „Rozhlasová inscenace pro dospělého posluchače“.[14]